# Dattilobraille
La Dattilobraille è una macchina utilizzata dai non vedenti che permette loro di scrivere avvalendosi del sistema Braille in modo più rapido.

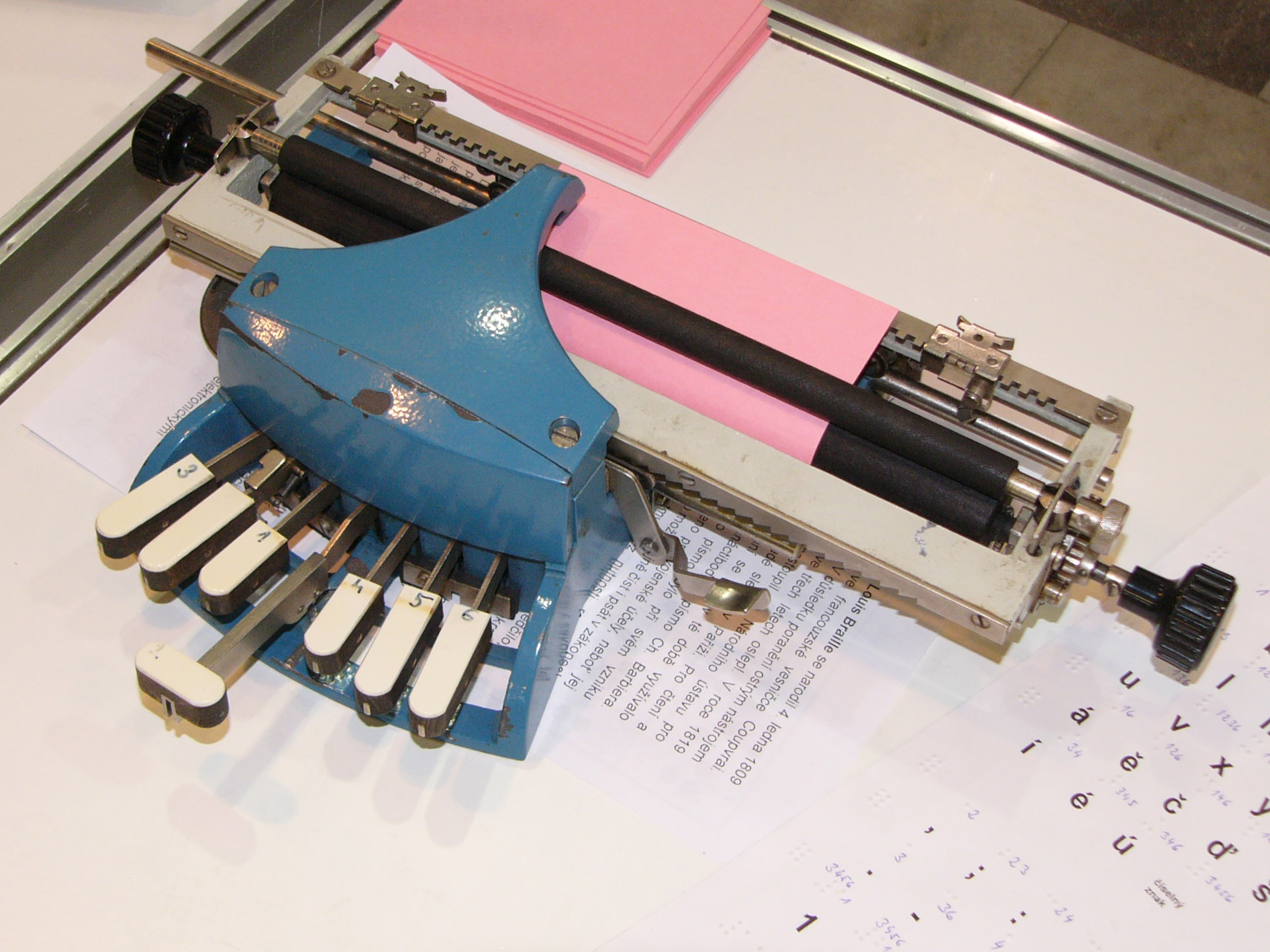
Dattilobraille

Con essa la scrittura avviene normalmente da sinistra verso destra ed i caratteri risultano immediatamente leggibili.
Diversamente dalle normali macchine per scrivere, una Dattilobraille non ha un tasto per ogni carattere, ma è costituita principalmente da sei tasti per la scrittura, un tasto per lo spazio fra una parola e l'altra, uno per ritornare indietro di una battuta ed eventualmente uno per dare l'interlinea ed avanzare così alla riga successiva.
Ogni tasto di scrittura, se premuto, imprime un punto sulla carta. La combinazione di questi punti costituisce il codice Braille. Per ottenere un carattere è necessario premere contemporaneamente tutti i tasti che corrispondono ai punti necessari a formarlo.

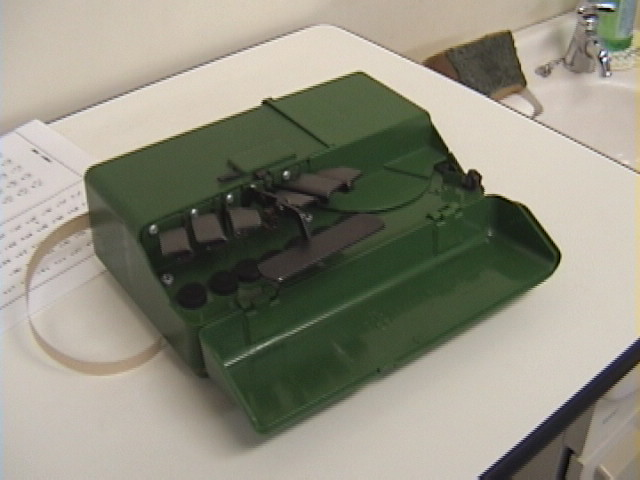
Macchina Braille

Vi è una notevole differenza tra questa macchina e la tavoletta Braille utilizzata per la scrittura manuale. Con quest'ultima, infatti, non solo la scrittura avviene più lentamente perché il non vedente deve imprimere con un punteruolo ogni singolo punto alla volta sulla carta, ma la rilettura del testo risulta anche più difficoltosa. Infatti con essa il non vedente, per leggere ciò che ha scritto, deve voltare il foglio su cui scrive perché i punti impressi risultano in rilievo sulla faccia opposta a quella su cui si punzonano.
Nella Dattilobraille, invece, vi è un meccanismo per cui la macchina imprime i puntini sul retro del foglio e quindi non occorre voltarlo per la lettura, perché questi appaiono sulla faccia rivolta verso l'alto, quindi immediatamente leggibili.